# 诺里尔斯克暴动
诺里尔斯克暴动（俄语：Норильское восстание）是1953年在苏联北部城市诺里尔斯克的劳改营戈拉格营发生的一次监狱罢工，随着事态的发展成为了一场反抗古拉格制度的暴动。事件爆发于1953年约瑟夫·斯大林逝世后不久的夏天，而事件的起因是乌克兰的民族主义情绪，因此70%暴动者都是乌克兰人；而在暴动被镇压后，一些人因为被指控和斯捷潘·班杰拉领导的反苏武装有关联而被判刑25年。一些历史学家认为此次暴动是上世纪50年代苏联历史上最大规模的一次暴动。